# Méthode de la préoccupation partagée
La méthode de la préoccupation partagée ou méthode Pikas permet de traiter le harcèlement scolaire. Des rencontres régulières avec les auteurs du harcèlement permettent de rechercher avec eux des solutions pour aider la victime.

## Principe
Le professeur de psychologie suédois Anatol Pikas est l'initiateur de la méthode dite Shared Concern Method dans les années 1970. Il indique que le harcèlement scolaire est un phénomène de groupe, celui-ci maintient chacun de ses membres dans la spirale de l'intimidation de la victime.
Cette méthode est connue au Québec sous l’appellation de « méthode des intérêts communs ». La méthode de la préoccupation partagée en est la transposition en France.
Une équipe de professionnels, formés au traitement du harcèlement scolaire, doit se mettre en place pour aider la victime et intervenir auprès des intimidateurs. L'équipe est multidisciplinaire : professeurs, infirmières scolaires, d'assistants d'éducation, conseillers principaux d'éducation…,. Plus le harcèlement est repéré rapidement, plus il est facile d'y remédier. Elle peut s'appuyer sur des « élèves ambassadeurs », chargés de signaler des faits de harcèlement mais sans intervenir directement, assurant un simple rôle de « vigie ». 
La méthode de la préoccupation partagée consiste à s'entretenir individuellement avec les élèves harceleurs, sans les blâmer, afin qu'ils prennent conscience d'un problème pour les élèves harcelés et proposent des solutions pour que cesse ce harcèlement. Les entretiens, courts, s'effectuent dans la bienveillance et de façon répétée jusqu'à ce que le problème disparaisse. Pour Jean-Pierre Bellon, qui a développé cette méthode en France : « La sanction ne fonctionne pas car elle a plutôt tendance à fédérer le groupe contre la victime ».  
Différents élèves, dont ceux impliqués dans les brimades mais pas seulement, sont sélectionnés. Ces élèves sont alors convoqués individuellement : à aucun moment il ne leur est reproché quoi que ce soit. L'objectif, lors de ces entretiens, est de responsabiliser les élèves et qu'ils deviennent acteurs des solutions qui mettront fin à l'intimidation : « Essayer de réveiller le sentiment d'empathie, voir comment eux peuvent faire en sorte que cette situation s'améliore ».
Des entretiens (plus longs) avec la victime sont menés parallèlement, notamment pour l'inviter à ne pas rejeter les intimidateurs lorsqu'ils se présenteront avec des intentions renouvelées. La méthode de la préoccupation partagée est largement utilisée dans le cadre du programme français de lutte contre le harcèlement scolaire, le programme pHARe.  
Cette méthode peut être largement transposée au sein du milieu privé, de l'entreprise avec des mesures de prévention et de vigilance. En transposant cette méthode de préoccupation partagée, l'employeur s'assure d'une certaine cohésion. La fragilisation des victimes n'est plus présente.[réf. nécessaire]
Il existe d'autres types de méthodes pour résoudre les problématiques de harcèlement entre pairs, la médiation, la No Blame Approach qui privilégie un travail avec un groupe d’élèves plutôt que par entretiens individuels, ou encore la Méthode Farsta.